# Колонтаєво (платформа)
Колонтаєво — зупинний пункт/пасажирська платформа хордової лінії Митищі — Фрязево Ярославського напрямку Московської залізниці. Розташована у Ногінському районі Московської області.
Найменована за селом Колонтаєво. Найближчий населений пункт — село Мар'їно-2.
Роз'їзд побудований в 1971 році разом з дільницею Моніно — Фрязево, що замкнув хордову лінію Митищі — Фрязево між Ярославським і Горьківським напрямками МЗ, в середині — наприкінці 1990-х років бокову колію було демонтовано, роз'їзд став зупинним пунктом, і таким чином утворився понад 20-кілометровий одноколійний перегін від Моніно до Фрязево. У 2003 році було добудовано другу колію на всьому перегоні.
Є проміжною для електропоїздів на Москву-пас-Ярославську, прямуючих зі станції Фрязево (13 пар).
Має дві берегові платформи. Західна добудована у 2003 році. Не обладнана турнікетами.
Час руху від Москва-Пасажирська-Ярославська — близько 1 години 30 хвилин, від станції Фрязево — близько 15 хвилин.